# 上品蓮台寺
上品蓮台寺（じょうぼんれんだいじ）は、京都市北区紫野十二坊町（蓮台野の附近）にある真言宗智山派の寺院。山号は蓮華金宝山。院号は九品三昧院。本尊は延命地蔵菩薩。

## 歴史
寺伝によれば、聖徳太子が母の菩提寺として建立し、宇多法皇が中興したという（『山州名跡志』）。
天徳4年（960年）9月9日付の蓮台寺供養願文（『本朝文集』所収）に、東寺長者寛空が北山に一堂を建立し、亡き父母の供養をしたとあり、『日本紀略』同日条にも同様の記載があるが、これが上品蓮台寺の実質的な創建を伝えるものと推測される。当寺は一名香隆寺とも呼ばれたが、これは寛空が隣接する香隆寺（後に上品蓮台寺に合併）を兼帯していたためである。寛空は宇多法皇の弟子にあたり、大覚寺で法皇から灌頂を受けている。宇多法皇の孫（敦実親王の子）にあたる寛朝僧正も当寺の住持になっている。
嵯峨清凉寺の本尊で、「三国伝来の霊像」として広く信仰を集めてきた釈迦如来像は、一時期、上品蓮台寺に安置されていた。『扶桑略記』によれば、寛和3年（永延元年・987年）に奝然が同釈迦像を宋から日本へ請来した際、一時この寺に安置し、後に清涼寺に移したという。
寺は応仁の乱で焼けたが、文禄年間（1592 – 1596年）、豊臣秀吉の援助のもと、紀州根来寺の性盛によって復興された。
現在の境内は千本通りの西側に位置するが、かつては、千本通りを挟んで塔頭が12院あったことから「十二坊」とも称され、これが町名（紫野十二坊町）の由来となっている。境内には仏師定朝墓があり、境内北側の真言院には源頼光の蜘蛛退治にまつわる頼光塚がある。
当寺は大正時代まで、智山化主の隠居寺院として知られていた。

## 文化財

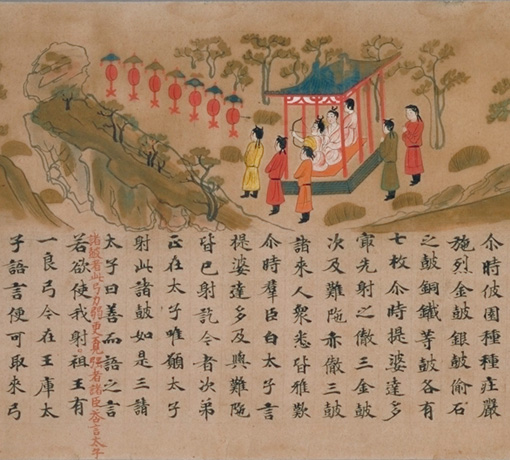
絵因果経（部分）

### 国宝
- 紙本著色絵因果経 - 奈良時代の作品。釈迦の前世と現世の物語を説く『過去現在因果経』という経典を絵解きしたもの。巻子本の下半分に経文を書写し、上半分に経文の内容を表す絵を描く。『過去現在因果経』は全4巻の経典だが、「絵因果経」は各巻を上下2巻に分けた全8巻から成り、上品蓮台寺本はそのうちの巻第二上のみが残ったものである。本巻は完本ではなく巻末部分を欠いており、当該部分は断簡として奈良国立博物館などに所蔵されている。奈良時代の「絵因果経」の遺品は東京芸術大学、醍醐寺、出光美術館にも所蔵されるが、これらは一具のものではなく、別々に制作された「絵因果経」の一部が残ったものである。数少ない奈良時代絵画の遺品として貴重である[8]。京都国立博物館に寄託。

### 重要文化財
- 絹本著色六地蔵像
- 絹本著色文殊菩薩像

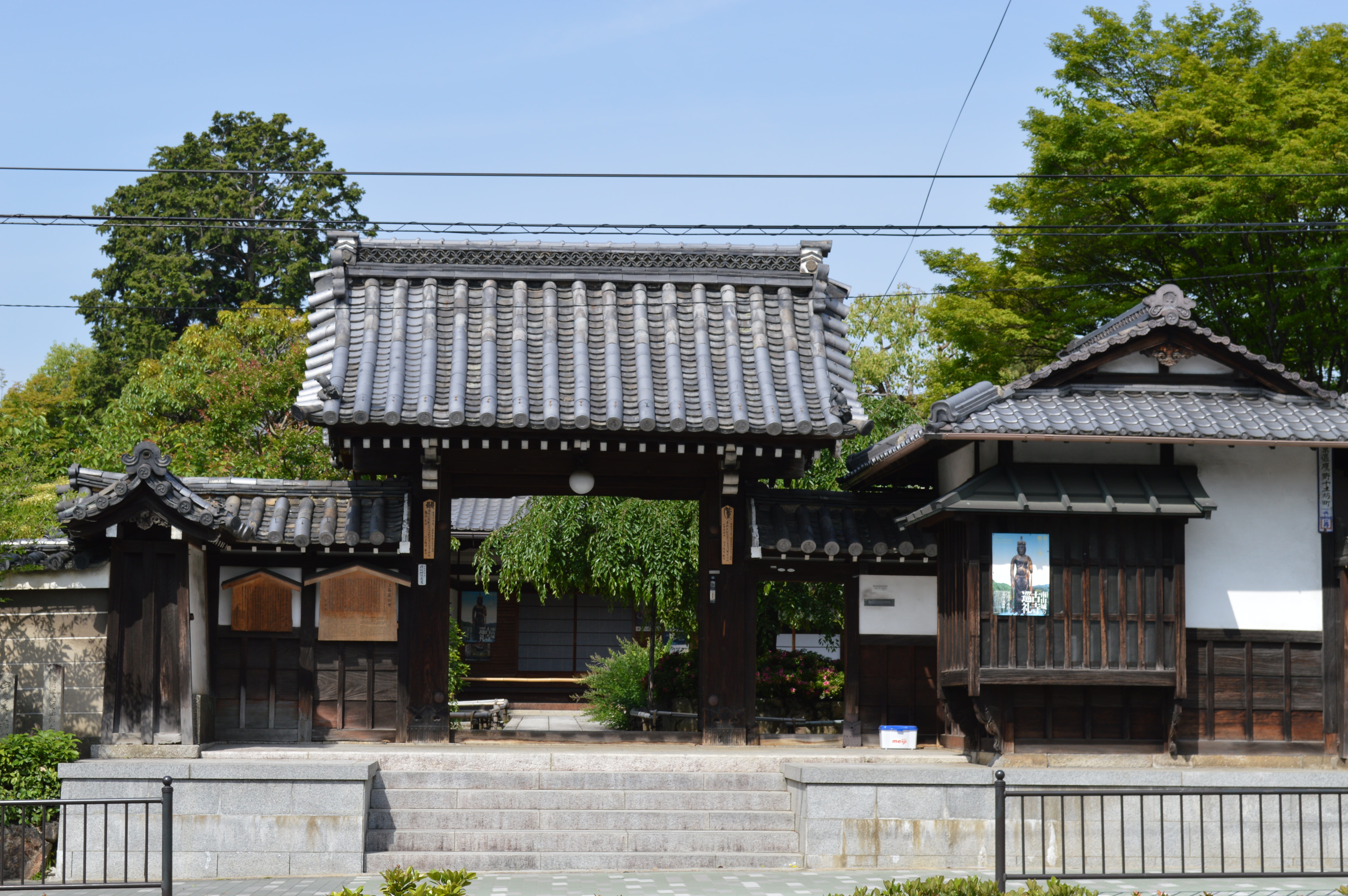
山門
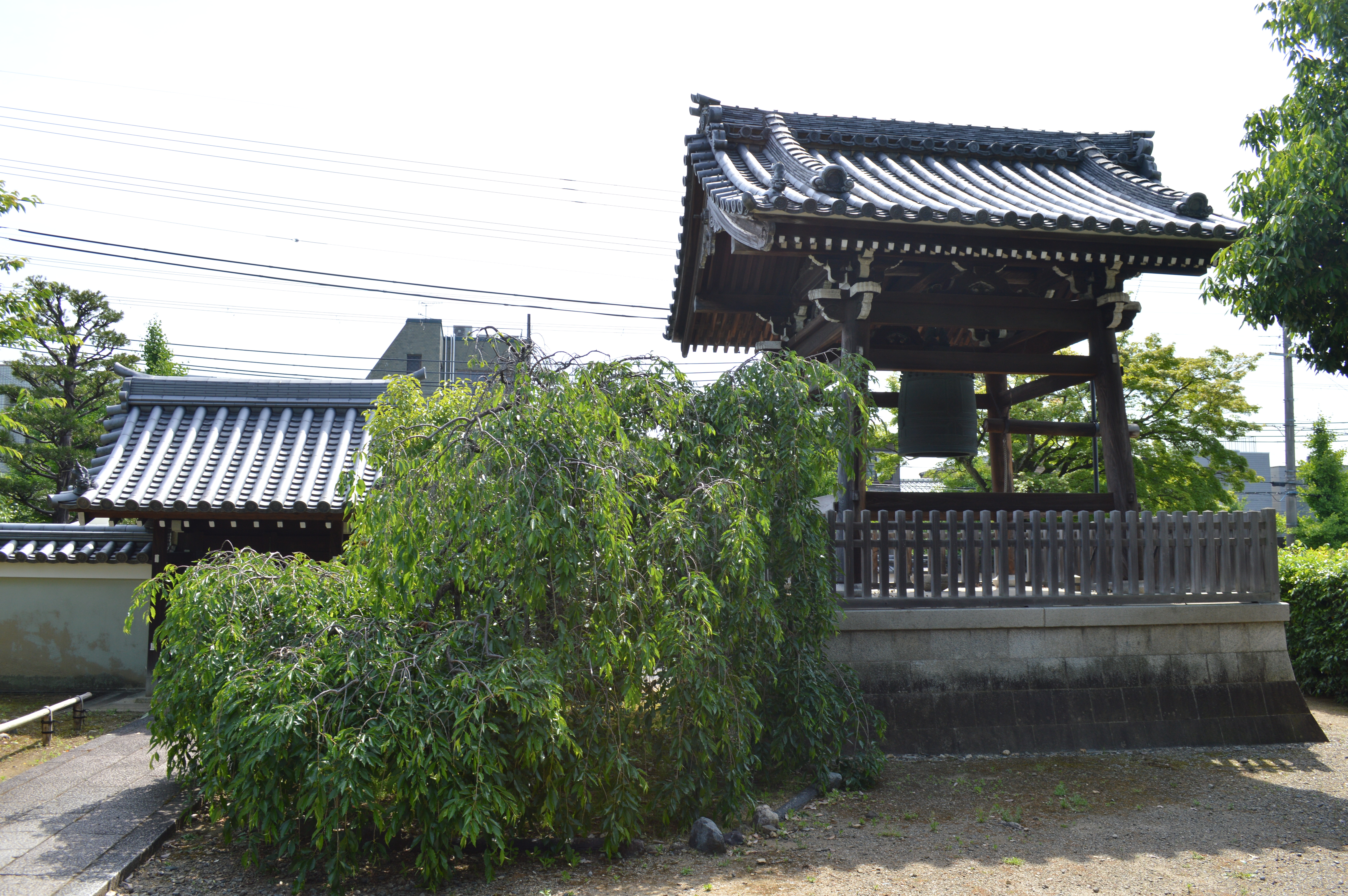
鐘楼としだれ桜
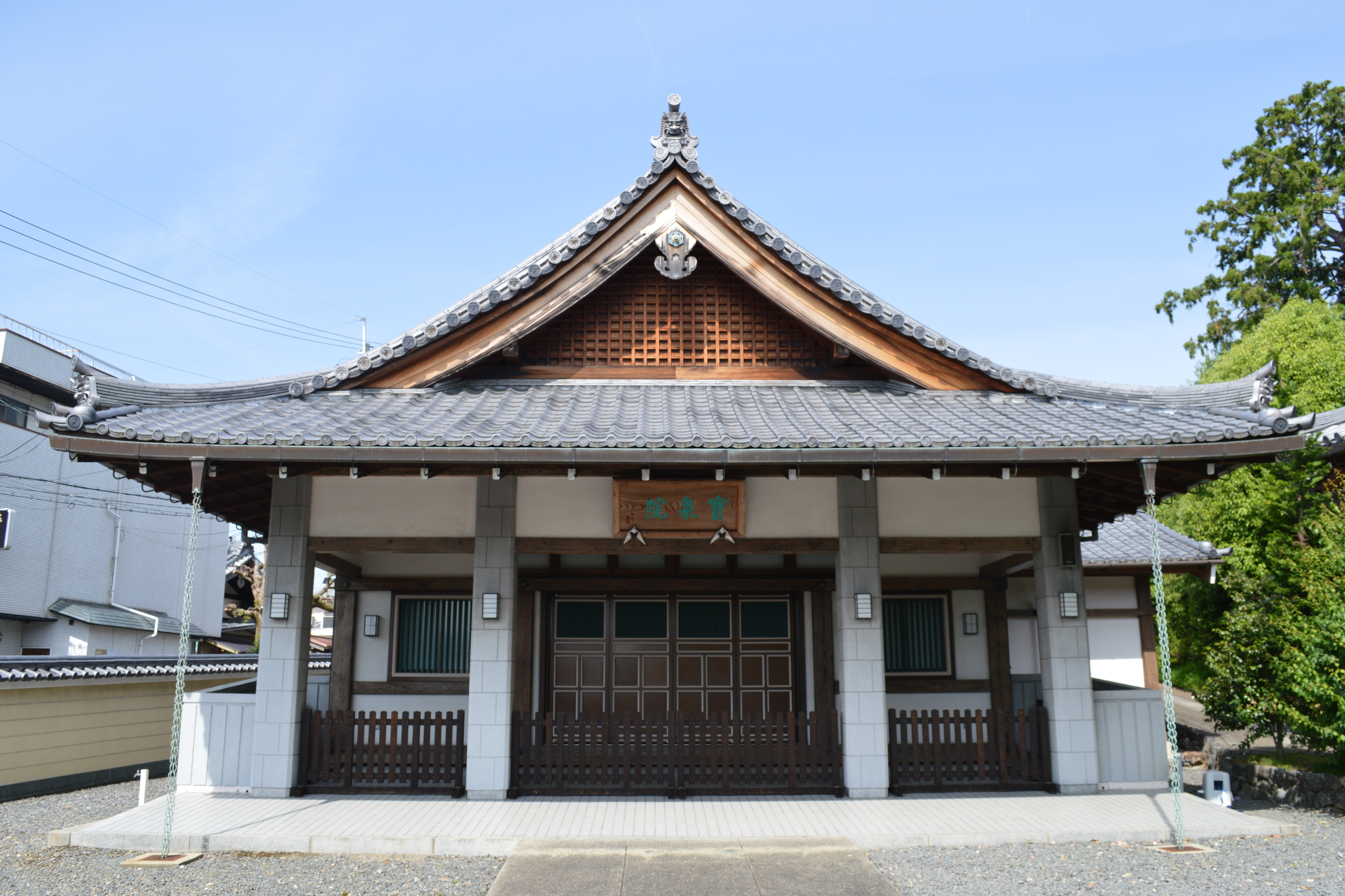
寶泉院（ほうせんいん）
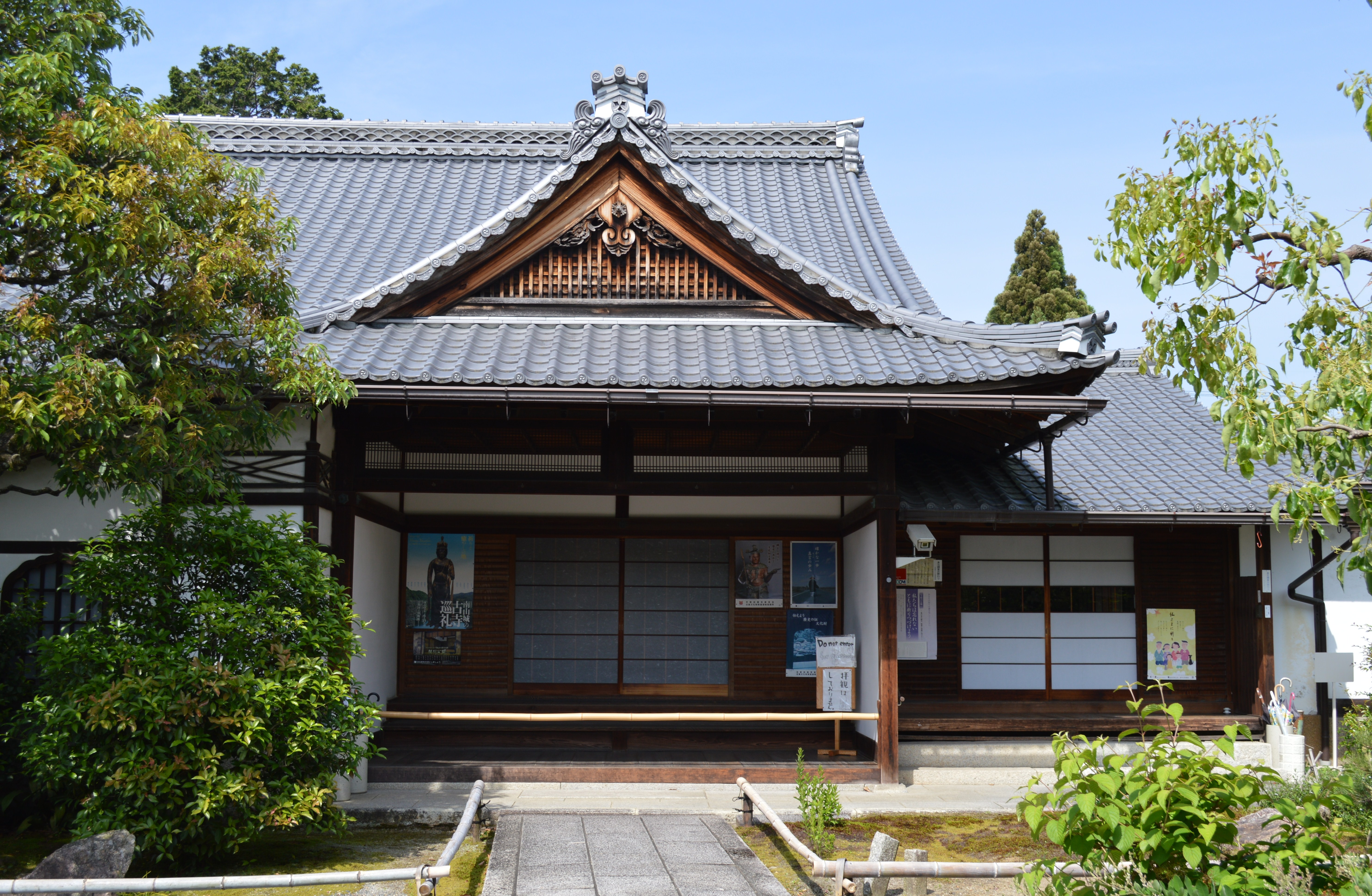
玄関
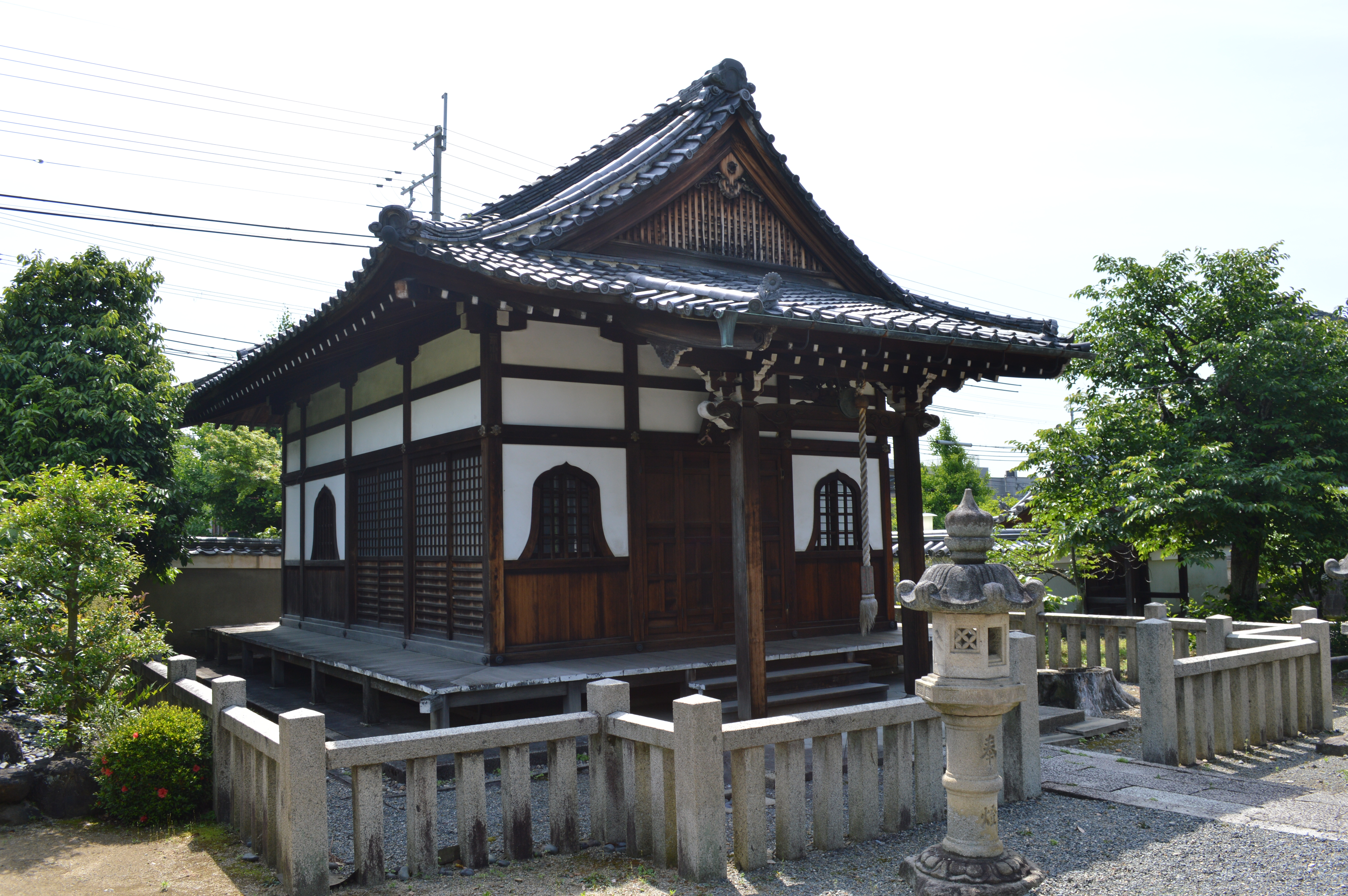
大師堂
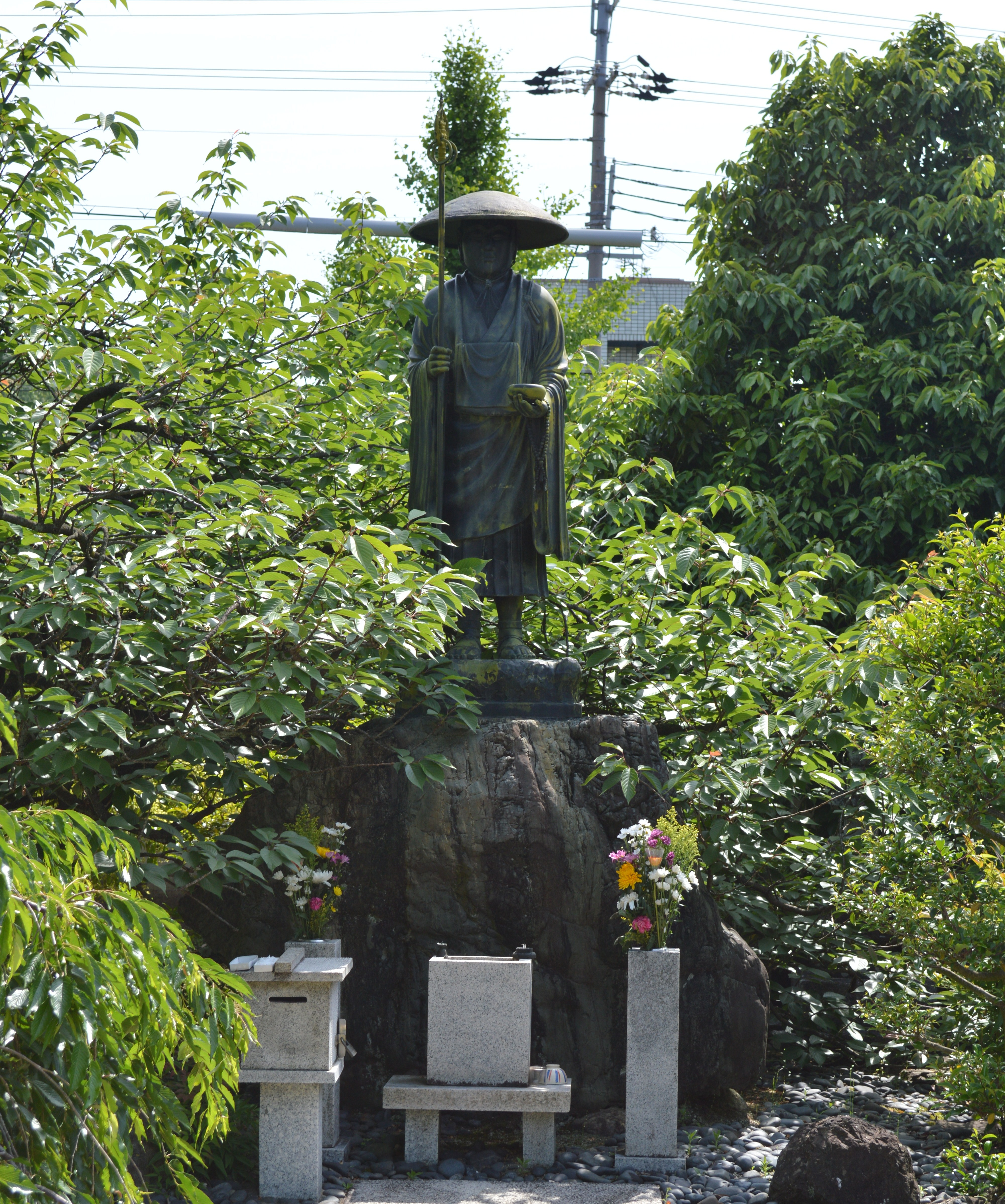
弘法大師像

## 墓所
- 定朝（仏師）
- 富士谷成章・御杖